# 2021年8月河南暴雨
2021年8月河南暴雨是指自2021年8月21日起，在中华人民共和国河南省及华北周边地区发生的，由黄淮气旋主导的自西向东进行的大规模持续性强降水过程。由于发生在严重致灾的2021年7月河南水灾之后，且多家气象机构和气象数值指出该轮降水有极端化趋势，故受到了河南各界的高度关注与警惕。郑州市政府当局在暴雨来临前提前对全市水库进行了预防性泄洪，多个公共交通因该次过程的影响而停运。
据中国天气网报道，8月22日午后开始，中华人民共和国河南省降水强度明显加强，郑州市发布了最高级别的暴雨红色预警。其中12时至15时，平顶山、焦作、郑州等局地暴雨如注。其中3小时最大降水量出现在平顶山市鲁山县李沟村为138.1毫米，最大小时雨强则出现在平顶山市鲁山县李沟村为80.4毫米。中国天气网提示，各地同时也需警惕多地随降水而来的强度预期可达7-9级的阵风。
中央气象台首席预报员陈涛解释称，从系统配置看，该次强降雨过程是十分典型的季风降雨，副热带高压西伸，让来自印度洋、南海、西太平洋的暖湿气流顺畅地沿副热带高压西侧边缘北上，与来自北方的冷空气成对峙之势，造成大范围降水过程。“简单而言，北方冷空气与西南季风气流在西南地区、黄淮一带交锋、碰撞、摩擦，形成‘暴脾气’的低涡和气旋天气系统”。张涛认为，河南该次的暴雨过程与“7·20”不同。该次降雨过程是移动性的，不会重现7月份河南水灾的“盘桓不前”，因此累计雨量不会特别极端。

## 各地情况

### 河南省
在暴雨发生前，中央气象台一度发布预报指郑州市区附近将出现日雨量400mm的极端特大暴雨。据环球时报报道，河南高速公路管理大队在通告中称，8月21日夜间到22日，由于连霍高速公路巩义段路况复杂，将k621-k632北半幅车道由单幅四车道变成两车道。 同时，提醒广大司机非必要不通行该路段，根据天气情况会及时采取管制措施。

#### 郑州市
据央视新闻报道，8月21日当晚，郑州市有不少市民将私家车停放在高架桥上以应对可能出现的极端暴雨，对此，郑州交警回应称：“交警部门对车辆因应急防汛临时停在道路、高架桥等处不作违章处理，提醒广大市民停放车辆时尽可能不影响道路通行，待暴雨过后要及时将车辆转移到不影响交通的位置”。
8月22日中午，郑州市城防办下发通知，要求城区67座桥涵隧道及23座小型铁路桥涵启动封堵禁行措施、实施交通管制。郑州交警发布消息称，目前京广隧道南中北三段、未来路隧道、红专路隧道等各隧道出入口已封闭，值守人员在岗值守。雨势增强后，郑州交警在辖区涵洞、桥梁、积水点、下穿隧道等重点路口、路段全部安排警力到达，开展交通安保工作，视降雨量情况随时设置警戒带，摆放警示标志牌、反光锥并全力配合相关部门开展排水抢险行动
据央视新闻报道，中国铁路郑州局集团有限公司自8月22日零时起，对59列担当旅客列车停运一天，其中包括直通客车14列，管内客车45列。
郑州市公共交通总公司官方微博发布消息称，根据郑州市防汛抗旱指挥部6号令，8月22日和8月23日郑州市公交线路全部停止运营。
8月21日，河南省郑州市下辖的新郑市防汛抗旱指挥部发布紧急通告称，8月21日18时至8月23日12时 ，该市全市采取紧急避险措施，除抢险和民生保障人员外，该市全市实行停工、停课、停产、停业、停运。因特殊原因暂时不能停工停产的企业，要及时向该市防汛抗旱指挥部报备，并做好应急防范措施。
据郑州市下辖的荥阳市委宣传部官方微博称，荥阳市当局自2021年8月21日14时起启动防汛Ⅰ级响应，该市的高温、高压等涉及企业一律停产;所有户外作业一律停工;沿街门店、地下商场等一律停业;所有公共交通工具一律停运;辖区景区、危险道路、地下涵洞一律封闭。对该市居住在山洪地质灾害区，病险水库、淤地坝下游、低洼易涝、房屋受损等危险区域的群众，当局要求其提前组织避险，转移至安全区域。
据央视新闻报道，至08月22日北京时间17:21，郑州市已经启动了Ⅱ级防汛响应。截止到目前，郑州已经紧急转移避险群众24万人。

#### 焦作市
据环球时报报道称，因应可能到来的极端暴雨天气，8月22日焦作市区所有普速列车、高铁停运一天；出租车、客运班线和旅游客运全部停运。

#### 新乡市
卫辉市当局在暴雨前发布通告称，8月22至8月23日卫辉市将有强降水过程，局部可达特大暴雨，并伴随7--9级大风，预计降水量将达250mm到400mm。当局要求所有危房一律不得住人，并作出了一系列防灾指示。

#### 鹤壁市
浚县当局发布通告称，根据省、市防汛指挥部通知，8月22日豫北地区将有暴雨到大暴雨过程，该县部分地区降水量预期可达250—400毫米。当局为防范降水引发的洪水或者大水漫堤造成的险情，浚县共渠西滞洪区将启动分洪，并指示所有蓄滞洪区内人员务于今天下午6点前完成转移。

### 江苏省
8月23日凌晨2时开始，徐州市普降暴雨。截至上午8时，徐州市全市平均降雨量为98mm，接近大暴雨量级。其中，新沂111mm，贾汪116.8mm，邳州134.8mm，铜山136.4mm，均达大暴雨量级。而徐州市区降雨量达135.4mm，达到大暴雨量级。受暴雨影响，该市多地积涝严重。

### 山东省
据中共济宁市委宣传部主管的济宁新闻网刊载的报道文章称，8月23日鲁东南地区出现了大到暴雨局部大暴雨，而半岛地区则出现了中到大雨局部暴雨或大暴雨。其中，山东省东南部和山东半岛地区一度出现了可达7～10级的偏东阵风。莒南站的3小时降雨量一度超过了50毫米，强降雨导致枣庄部分庄稼被淹。8月24日0时，青岛市自然资源和规划局将8月23日该局悬挂的地质灾害蓝色预警在该市的部分地区(崂山区东部)升级为黄色预警，并指出崂山区东部降雨诱发地质灾害的风险较大。